# Kaleb (król Aksum)
Kaleb (ur. ? – zm. około 540) – negus (czyli król) Aksum, rządzący w pierwszej połowie VI wieku. Jest uznawany za świętego w Kościele katolickim, prawosławnym i etiopskim teuahdo. Przykładowo cerkiew prawosławna wspomina Kaleba jako "św Elesbana, króla Etiopii" w dniu 24 października.

## Kwestia imienia władcy

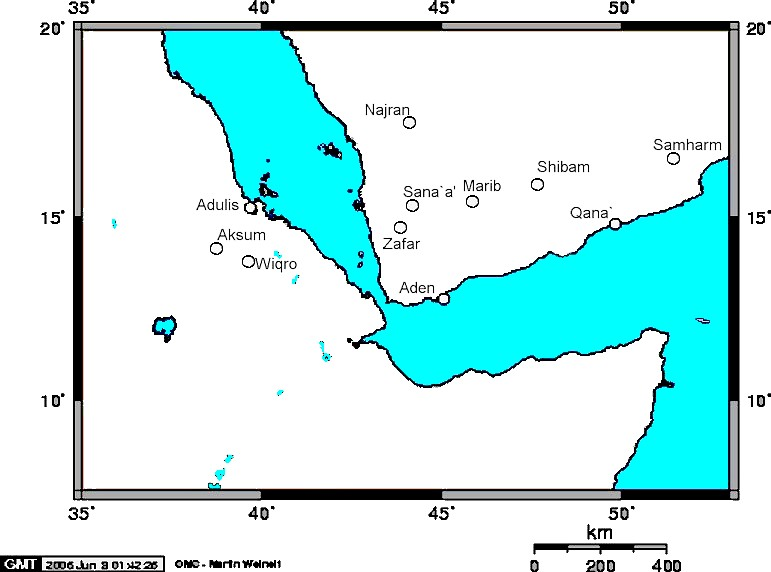
Mapa miast pod panowaniem Kaleba. Miasto Nadżran, gdzie Zu Nuwas miał eksterminować chrześcijan, mieści się na północy od dzisiejszego Jemenu.

Bizantyjski historyk Prokopiusz z Cezarei nazywał króla Kaleba "Hellestheaeus", co stanowi wariant jego imienia tronowego czyli Ylle Asbyha, lub Ylle Atsbyha. Warianty jego imienia są następujące: Hellesthaeus, Ellestheaeus, Eleshaah, Elle Atsbyha, Ellesboas i Elesboam – wszystkie pochodzą od greckiego Ελεσβόάς, co znaczy "ten, który przywołał poranek" lub "ten, który przyjął hołd". W mieście Aksum w inskrypcji RIE 191, imię władcy jest odtwarzane w niezwokalizowanym zapisie w języku gyyz jako "KLB 'L' SBH wld TZN", czyli "Kaleb'Ylle'Aṣbyḥa syn Tazeny". Z kolei w zwokalizowanym zapisie w gyyz imię króla brzmi "ካሌብ እለ አጽብሐ", czyli po transliteracji "Kaleb'Ǝllä'Aṣbəḥa". Imię Kaleb pochodzi od starotestamentowego Kaleba, syna Jefunnego. Jest ono chrześcijańskim imieniem władcy aksumskiego. Na obu swoich monetach, które zostawił w Aksum, a także w etiopskich źródłach hagiograficznych i jednym liście, król określił samego siebie jako syn Tazeny. Kaleb może być także Atsbyhą – jedną z postaci z późniejszej etiopskiej legendy.

## Inwazja na Himjar
Prokopiusz z Cezarei, Jan z Efezu i inni współcześni Kalebowi historycy wspomnieli w swoich dziełach o inwazji, jakiej ten dokonał w dzisiejszym Jemenie około 520 roku, przeciw zjudaizowanemu królowi Himjaru, o imieniu Yūsuf Thū Nuwās (يوسف ذو نواس), który był również znany jako Zu Nuwas (ذو نواس). Władca królestwa Himjaru prześladował chrześcijan w swoim królestwie, co zostało wspomniane w Koranie. W mieście Nadżran doszło do krwawej masakry wyznawców chrześcijaństwa. Po wielu walkach żołnierze Kaleba ostatecznie pokonali siły kierowane przez Zu Nuwasa i zabili go, co pozwoliło Kalebowi powołać chrześcijanina o imieniu Sumuafa Ashawa (Prokopiusz nazywał go Esimphaios), jako namiestnika Himjaru. W wyniku tej ekspedycji, mającej na celu obronę chrześcijan, Kaleb został później ogłoszony świętym o imieniu Elesban po tym, jak w XVI wieku kardynał Cezary Baroniusz umieścił go w edycji Martyrologium Romanum, mimo iż władca nie był katolikiem, tylko miafizytą. Według polskiego historyka Andrzeja Bartnickiego, aksumski podbój terenów arabskich odbył się w porozumieniu z Cesarstwem Bizantyńskim i przy poparciu floty bizantyńskiej.

## Koniec panowania w Arabii

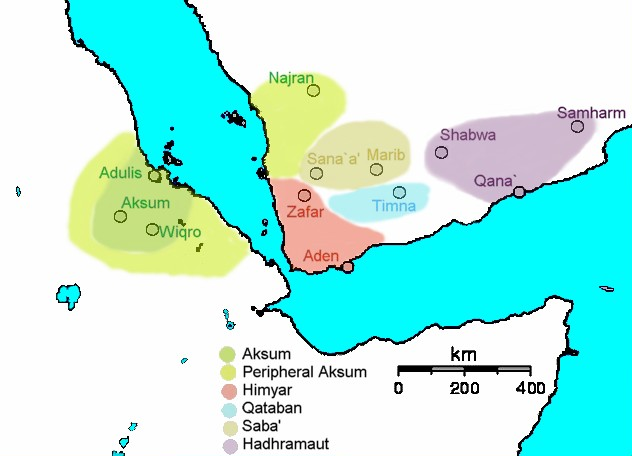
Mapa Afryki Wschodniej i Arabii przed nastaniem islamu. Aksum zostało zaznaczone zielonym kolorem, natomiast Himjar czerwonym. Na mapie ukazano państwa wchodzące w skład terenu znanego w starożytności jako Arabia Felix.

Kontrola Kaleba w Arabii Południowej trwała de facto aż do około 525 roku, gdy Sumuafa Ashawa został obalony przez Abrahę, który stał się królem. Prokopiusz z Cezarei stwierdził, że Kaleb dokonał kilku nieudanych prób odzyskania swojego zamorskiego terytorium, jednak jego następca wynegocjował później pokój z Abrahą, który uznał autorytet króla aksumskiego i złożył mu hołd. Według Andrzeja Bartnickiego około 570 roku Abraha przeprowadził nieudaną wyprawę wojenną przeciwko Kurajszytom w celu zdobycia Mekki. Bartnicki podał tę wersję za tradycją islamską, opisującą tak zwany "rok słonia", czyli okoliczności narodzin Mahometa. W tafsirze, czyli w komentarzu koranicznym w surze sto piątej, znanej jako Al-Fil (سورة الفيل), co znaczy po prostu "słoń", Abraha miał zginąć podczas najazdu. W 572 tereny Jemenu zdobyły wojska perskiego szachinszaha Chosrowa I Anoszirwana pod dowództwem wodza Wahraza, co niemal ostatecznie zakończyło panowanie Aksumu na Półwyspie Arabskim. Jeszcze dwukrotnie, bo w 575 i 578 Aksumczycy podnosili bunt na terenie Jemenu, co zmuszało Wahraza do chwilowej ucieczki wraz ze czterema tysiącami żołnierzy i ponownego stłumienia powstań.

## Tradycja
Według etiopskiej tradycji, Kaleb pod koniec panowania abdykował, a koronę oddał do Bazyliki Grobu Świętego w Jerozolimie, po czym wstąpił do klasztoru. Etiopski historyk Taddesse Tamrat odnotował tradycję zasłyszaną od wiekowego kapłana w mieście Lalibela. Wedle tej relacji Kaleb pochodził z prowincji Lasta i jego pałac mieścił się w Bugna, gdzie żyjący siedem wieków później władca Gebre Meskel Lalibela miał założyć swoją stolicę. Ponadto kilka inskrypcji nosi imię Kaleba. W Akum znajduje się również parę zrujnowanych budowli, a o jednej z nich mówi się, że jest grobem króla Kaleba i jego syna Gabre Maskala. Tradycja przypisuje Kalebowi także drugiego syna, Izraela, być może tożsamego z późniejszym władcą aksumskim Izraelem. Budowla w której najprawdopodobniej znajdują się szczątki Kaleba została po raz pierwszy zbadana przez brytyjczyka Henry'ego Salta, który na początku XIX wieku odbył w Etiopii misję dyplomatyczną i odwiedził między innymi rasa Uelde Syllasje.